# Paul Starr
Paul Elliot Starr (né le 12 mai 1949) est professeur de sociologie et d'affaires publiques à l'Université de Princeton. Il est également coéditeur (avec Robert Kuttner) et cofondateur (avec Kuttner et Robert Reich) de The American Prospect, un magazine libéral de renom créé en 1990. En 1994, il fonde l'Electronic Policy Network, ou Moving Ideas, une ressource en ligne sur les politiques publiques. En 1993, Starr est le conseiller principal du plan de réforme des soins de santé proposé par le président Bill Clinton. Il est également président de la Fondation Sandra Starr.
À l'Université de Princeton, Starr est titulaire de la chaire Stuart en communications et affaires publiques à la Princeton School of Public and International Affairs. Parmi ses nombreuses publications, il est surtout connu pour son livre The Social Transformation of American Medicine publié par Basic Books en 1983.

## Éducation et vie privée
Paul Starr obtient un BA de l'Université Columbia en 1970 et un doctorat en sociologie de l'Université Harvard en 1978,.
Sa première épouse, Sandra Starr, est décédée en 1998. Actuellement, il vit à Princeton, New Jersey et est marié à Ann Baynes Coiro. Il a quatre enfants et trois beaux-enfants.

## Travaux
Les travaux de Starr se concentrent sur la politique, les politiques publiques et la théorie sociale. Cependant, au sein de la sociologie, ses travaux portent sur la sociologie politique ; analyse institutionnelle; et comment la sociologie de la connaissance, de la technologie et de l'information affecte la démocratie, l'égalité et la liberté. En outre, il écrit des livres sur la manière dont les politiques affectent les soins de santé, avec des ouvrages tels que The Social Transformation of American Medicine, The Logic of Health Care Reform et Remedy and Reaction: The Peculiar American Struggle over Health-Care Reform. En plus de ses travaux en sociologie, il écrit des ouvrages sur les médias, le public et le libéralisme, avec des ouvrages tels que The Creation of the Media: Political Origins of Modern Communications and Freedom's Power.

## Livres
- Defining the Age: Daniel Bell, His Time and Ours édité avec Julian Zelizer (Columbia University Press, 2021). "Introduction" pages 1-27

- Entrenchment: Wealth, Power, and the Constitution of Democratic Societies (Yale University Press, 2019).
- Remedy and Reaction: The Peculiar American Struggle over Health Care Reform (Yale University Press, 2011).
- Freedom's Power: The True Force of Liberalism (Basic Books, 2007).
- The Creation of the Media: Political Origins of Modern Communications (Basic Books, 2004). Prix du Livre d'Orfèvre.
- The Logic of Health Care Reform, rév. et édition augmentée (Penguin, 1994); orig. éd. (Presse Grand Rounds, 1992).
- The Politics of Numbers: The Population of the United States in the 1980s (Russell Sage, 1987), édité avec William Alonso.
- The Social Transformation of American Medicine (Basic Books, 1982 [en fait publié en janvier 1983] ; 2e éd. avec une nouvelle pub épilogue. 2017).
- The Discarded Army: Veterans After Vietnam (Charterhouse, 1974), assisté de James Henry et Raymond Bonner. Introduction par Ralph Nader.
- The University Crisis Reader, 2 vol. , édité avec Immanuel Wallerstein (Random House, 1971).
- Up Against the Ivy Wall, avec Jerry Avorn et autres (Atheneum, 1968)[4].

## Prix
- Prix Bancroft pour The Social Transformation of American Medicine[5]
- Prix C. Wright Mills pour The Social Transformation of American Medicine
- Prix du livre Goldsmith pour la création des médias - 2005
- Prix James Hamilton de l'American College of Health Care Executives pour The Social Transformation of American Medicine - 1984
- Prix Pulitzer de non-fiction générale pour The Social Transformation of American Medicine - 1984